# 伊瓜苏国家公园 (巴西)
伊瓜苏国家公园是巴西的一处国家公园，与保护区的阿根廷部分共同拥有伊瓜苏瀑布群，整个瀑布群宽约2700米。当地有5种生态系统，1986年被联合国教科文组织列入世界遗产，1999年，又一度被列入濒危世界遗产。

## 世界遗产

### 登录基准
该世界遗产被认为满足世界遺產登錄基準中的以下基準而予以登錄：
- （vii）包含出色的自然美景与美学重要性的自然现象或地区。
- （x）拥有最重要及显著的多元性生物自然生态栖息地，包含从保育或科学的角度来看，符合普世价值的濒临绝种动物种。

### 濒危世界遗产
1999年，伊瓜苏国家公园被列入濒危世界遗产，原因是当地居民重新启用了一条原本已被弃用的公路，原因是当地居民的同行不必绕路大约130千米。这条再度启用的公路在国家公园内部长17.5千米，将国家公园分为东西两部分。2001年巴西联邦法院判决关闭该公路，该国家公园又从濒危世界遗产名录中移除，但是对此问题的争论依然没有停止。

## 旅游
国家公园向游客开放，景区内最著名的是半圆形的瀑布群，整个瀑布群宽约2700米，高度约72米。除了瀑布群以外，游客中心、桑托斯·杜蒙特雕像等也是主要的景点。